# トリトン島
トリトン島（トリトンとう、英語: Triton Island、中国語: 中建岛、ベトナム語：Đảo Tri Tôn / 島知尊（ダオ・チートン））は、西沙諸島（パラセル諸島）にある島。1974年以降、この島を含む西沙諸島全体を中華人民共和国が実効支配しているが、ベトナムと中華民国（台湾）も領有権を主張している。

## 概要
- 人口 - 中国人民解放軍、中国人民武装警察部隊などが居住。
- 気候 - 熱帯（平均気温26.5℃）

## 歴史
- 1974年 - ベトナム共和国（南ベトナム）と中華人民共和国の紛争（西沙諸島の戦い）の後、中華人民共和国が占拠。
- 2023年 - 中華人民共和国が滑走路もしくは高架道路のようなものの建設を開始[2][3]。

## 軍事
2023年8月現在、中華人民共和国が長さ630メートルほどの滑走路もしくは高架道路のようなものを建設中である。島には既にヘリポートやレーダー施設があり、中国による軍事訓練なども行われている。また島の西部に建設された建物群の南側には衛星から見える「党輝永耀・祖国万歳」と言う巨大文字と、中華人民共和国国旗・中国共産党党旗の様なものが建設されている。